# Lancia Nea
Lancia Nea es un prototipo de automóvil de la marca italiana Lancia presentado en el año de 2001 en el Salón del Automóvil de París y desarrollado por I.DE.A Institute.

## Características
El Nea fue presentado en el Salón de París como un prototipo de tamaño compacto (4,10 m de largo) que anticipa varias soluciones (técnicas y estéticas) que se utilizarían en los próximos modelos de la marca Lancia, en especial, el sustituto del Lancia Delta.
Presenta un diseño fluido, sin apenas aristas y proporciones semejantes al de un monovolumen; el capo, el habitáculo y el maletero se unen en un único conjunto. Dispone sólo de dos puertas amplias para permitir el acceso a las plazas posteriores.
El frontal es una evolución de la imagen característica de Lancia pero sin entradas de aire. Los faros delanteros se extienden por encima de las aletas delanteras, hasta casi los montantes del parabrisas. La parte trasera está dominada por una luna muy grande, que llega casi hasta la parte inferior de la carrocería. Tiene oscurecida la zona más baja, y las luces se agrupan a su alrededor, formando una línea curva. El techo también es de cristal oscurecido.
El sistema de apertura del automóvil cuenta con una tarjeta electrónica (Smart-Card). Cuando el automóvil está cerrado, los cristales (electrocrómicos, cambian de estado por electricidad) están oscurecido, cuando el poseedor de la tarjeta se acerca, los cristales se vuelven transparentes, el interior se ilumina, y se puede abrir con un toque de la mano en el montante de la puerta. El asiento se gira para permitir al conductor sentarse cómodamente, y a continuación, se ajustan todo en función de sus gustos: respaldo, volante, temperatura y configuración de controles e instrumentación. El arranque del motor se efectúa tocando la pantalla multifunción interior.
Muchos de los elementos del interior son por activación por voz como el DVD, el equipo de música con CD, el ordenador portátil o el teléfono integrado, las luces o el parabrisas. La pantalla multifunción ocupa gran parte del salpicadero y agrupa un buen número de dispositivos electrónicos. El prototipo incluía además pantalla del navegador (cuyos datos se obtienen vía módem a través de un servidor), teléfono, ordenador portátil con conexión a Internet, telediagnosis (para comprobar posibles averías en el coche) y equipo de música, con formato MP3, que consta de un equipo Bose con 19 altavoces.
La activación por voz también estaba incluida en los sistemas de iluminación interior, el climatizador (independientemente para cada uno de los cuatro pasajeros), el teléfono y el navegador. El limpiaparabrisas y las luces cuentan con sensor de lluvia y de luz exterior, reduciendo al mínimo los pulsadores, aunque se puede utilizar la pantalla táctil para activar las funciones.
El radar delantero, junto con el control de crucero y el sistema de mantenimiento de carril permiten ajustar la velocidad y la dirección en función de las circunstancias del tráfico. La dirección cuenta con un sistema de cuatro ruedas directrices. Para los casos de emergencia se activa la tracción total si es necesario, así como los frenos para impedir el choque y la dirección para evitar el obstáculo.